# Finns River
Finns River ist ein Fluss im australischen Bundesstaat New South Wales.

## Verlauf
Er entspringt unterhalb der Siedlung Brassy Mountains im Kosciuszko-Nationalpark. Von der Quelle fließt er neun Kilometer nach Süden und überwindet dabei einen Höhenunterschied von 600 Meter. Etwa anderthalb Kilometer oberhalb des Stausees Island Bend Pondage mündet er in den Snowy River.